# Goldene Himbeere 2001
Die Goldene Himbeere 2001 (englisch: 21st Golden Raspberry Awards) wurde am 24. März 2001, dem Vorabend der Oscarverleihung, im Radisson-Huntley Hotel in Santa Monica, Kalifornien verliehen.
Sieben Auszeichnungen und damit die meisten bei der Goldenen Himbeere 2001 erhielt der Film Battlefield Earth – Kampf um die Erde. Er gewann die Goldene Himbeere in allen Kategorien, in denen er nominiert war, darunter auch die Auszeichnung in der Hauptkategorie Schlechtester Film. Im Jahr 2010 wurde der Film zum schlechtesten Film des vergangenen Jahrzehnts gekürt.

## Preisträger und Nominierungen
Es folgt die komplette Liste der Preisträger und Nominierten.
| Kategorien                                  | Nominierte | Nominierte |
| ------------------------------------------- | --- | --- |
| Schlechtester Film                          | John Travolta                                                                                                 | Jonathan D. Krane, Elie Samaha und John Travolta – Battlefield Earth – Kampf um die Erde (Battlefield Earth)       |
| Schlechtester Film                          | John Travolta                                                                                                 | Bill Carraro – Blair Witch 2 (Book of Shadows: Blair Witch 2)                                                      |
| Schlechtester Film                          | John Travolta                                                                                                 | Bruce Cohen – Die Flintstones in Viva Rock Vegas (The Flintstones in Viva Rock Vegas)                              |
| Schlechtester Film                          | John Travolta                                                                                                 | Leslie Dixon, Linne Radmin und Tom Rosenberg – Ein Freund zum Verlieben (The Next Best Thing)                      |
| Schlechtester Film                          | John Travolta                                                                                                 | Jack Giarraputo und Robert Simonds – Little Nicky – Satan Junior (Little Nicky)                                    |
| Schlechtester Schauspieler                  | John Travolta                                                                                                 | John Travolta – Battlefield Earth – Kampf um die Erde (Battlefield Earth) und Lucky Numbers                        |
| Schlechtester Schauspieler                  | John Travolta                                                                                                 | Leonardo DiCaprio – The Beach                                                                                      |
| Schlechtester Schauspieler                  | John Travolta                                                                                                 | Adam Sandler – Little Nicky – Satan Junior (Little Nicky)                                                          |
| Schlechtester Schauspieler                  | John Travolta                                                                                                 | Arnold Schwarzenegger – The 6th Day                                                                                |
| Schlechtester Schauspieler                  | John Travolta                                                                                                 | Sylvester Stallone – Get Carter – Die Wahrheit tut weh (Get Carter)                                                |
| Schlechteste Schauspielerin                 | Madonna | Madonna – Ein Freund zum Verlieben (The Next Best Thing)                                                           |
| Schlechteste Schauspielerin                 | Madonna | Kim Basinger – Die Prophezeiung (Bless the Child) und Ich träumte von Afrika (I Dreamed of Africa)                 |
| Schlechteste Schauspielerin                 | Madonna | Melanie Griffith – Cecil B. (Cecil B. Demented)                                                                    |
| Schlechteste Schauspielerin                 | Madonna | Bette Midler – Ist sie nicht großartig? (Isn't She Great?)                                                         |
| Schlechteste Schauspielerin                 | Madonna | Demi Moore – Tiefe der Sehnsucht (Passion of Mind)                                                                 |
| Schlechtester Nebendarsteller               | Barry Pepper                                                                                                  | Barry Pepper – Battlefield Earth – Kampf um die Erde (Battlefield Earth)                                           |
| Schlechtester Nebendarsteller               | Barry Pepper                                                                                                  | Stephen Baldwin – Die Flintstones in Viva Rock Vegas (The Flintstones in Via Rock Vegas)                           |
| Schlechtester Nebendarsteller               | Barry Pepper                                                                                                  | Keanu Reeves – The Watcher                                                                                         |
| Schlechtester Nebendarsteller               | Barry Pepper                                                                                                  | Arnold Schwarzenegger – The 6th Day                                                                                |
| Schlechtester Nebendarsteller               | Barry Pepper                                                                                                  | Forest Whitaker – Battlefield Earth – Kampf um die Erde (Battlefield Earth)                                        |
| Schlechteste Nebendarstellerin              | Kelly Preston                                                                                                 | Kelly Preston – Battlefield Earth – Kampf um die Erde (Battlefield Earth)                                          |
| Schlechteste Nebendarstellerin              | Kelly Preston                                                                                                 | Patricia Arquette – Little Nicky – Satan Junior (Little Nicky)                                                     |
| Schlechteste Nebendarstellerin              | Kelly Preston                                                                                                 | Joan Collins – Die Flintstones in Viva Rock Vegas (The Flintstones in Viva Rock Vegas)                             |
| Schlechteste Nebendarstellerin              | Kelly Preston                                                                                                 | Thandie Newton – Mission: Impossible II                                                                            |
| Schlechteste Nebendarstellerin              | Kelly Preston                                                                                                 | Rene Russo – Die Abenteuer von Rocky & Bullwinkle (The Adventures of Rocky & Bullwinkle)                           |
| Schlechteste Filmpaarung                    | John Travolta                                                                                                 | John Travolta und jede weitere Person auf der Leinwand – Battlefield Earth – Kampf um die Erde (Battlefield Earth) |
| Schlechteste Filmpaarung                    | John Travolta                                                                                                 | zwei beliebige Schauspieler – Blair Witch 2 (Book of Shadows: Blair Witch 2)                                       |
| Schlechteste Filmpaarung                    | John Travolta                                                                                                 | Richard Gere und Winona Ryder – Es begann im September (Autumn in New York)                                        |
| Schlechteste Filmpaarung                    | John Travolta                                                                                                 | Madonna und entweder Rupert Everett oder Benjamin Bratt – Ein Freund zum Verlieben (The Next Best Thing)           |
| Schlechteste Filmpaarung                    | John Travolta                                                                                                 | Arnold Schwarzenegger und Arnold Schwarzenegger (als der echte und der Klon Adam Gibson) – The 6th Day             |
| Schlechteste Neuverfilmung oder Fortsetzung | | Bill Carraro – Blair Witch 2 (Book of Shadows: Blair Witch 2)                                                      |
| Schlechteste Neuverfilmung oder Fortsetzung | Mark Canton, Neil Canton und Elie Samaha – Get Carter – Die Wahrheit tut weh (Get Carter)                     | |
| Schlechteste Neuverfilmung oder Fortsetzung | Bruce Cohen – Die Flintstones in Viva Rock Vegas (The Flintstones in Viva Rock Vegas)                         | |
| Schlechteste Neuverfilmung oder Fortsetzung | Tom Cruise und Paula Wagner – Mission: Impossible II                                                          | |
| Schlechteste Neuverfilmung oder Fortsetzung | Brian Grazer – Der Grinch (Dr. Seuss' How the Grinch Stole Christmas)                                         | |
| Schlechteste Regie                          | John Travolta                                                                                                 | Roger Christian – Battlefield Earth – Kampf um die Erde (Battlefield Earth)                                        |
| Schlechteste Regie                          | John Travolta                                                                                                 | Joe Berlinger – Blair Witch 2 (Book of Shadows: Blair Witch 2)                                                     |
| Schlechteste Regie                          | John Travolta                                                                                                 | Steven Brill – Little Nicky – Satan Junior (Little Nicky)                                                          |
| Schlechteste Regie                          | John Travolta                                                                                                 | Brian De Palma – Mission to Mars                                                                                   |
| Schlechteste Regie                          | John Travolta                                                                                                 | John Schlesinger – Ein Freund zum Verlieben (The Next Best Thing)                                                  |
| Schlechtestes Drehbuch                      | | Corey Mandell und J.D. Shapiro – Battlefield Earth – Kampf um die Erde (Battlefield Earth)                         |
| Schlechtestes Drehbuch                      | Dick Beebe, Joe Berlinger, Daniel Myrick und Eduardo Sánchez – Blair Witch 2 (Book of Shadows: Blair Witch 2) | |
| Schlechtestes Drehbuch                      | Steven Brill, Tim Herlihy und Adam Sandler – Little Nicky – Satan Junior (Little Nicky)                       | |
| Schlechtestes Drehbuch                      | Jeffrey Price und Peter S. Seaman – Der Grinch (How the Grinch Stole Christmas)                               | |
| Schlechtestes Drehbuch                      | Tom Ropelewski – Ein Freund zum Verlieben (The Next Best Thing)                                               | |